# Official Charts Company
The Official Charts Company (OCC), раніше знана як Chart Information Network (CIN) і The Official UK Charts Company — британська музична організація, що відповідає за складання офіційних музичних хіт-парадів Великої Британії — UK Singles Chart, UK Albums Chart, UK Official Download Chart та інших, більш вузькоспрямованих чартів музики та відео.

## Опис
OCC складає чарти на основі збору та аналізу даних про продажі музичних релізів в торгових точках. Збором даних займається компанія Millward Brown, що спеціалізується на маркетингових дослідженнях.
OCC знаходиться під управлінням Британської асоціації виробників фонограм і Entertainment Retailers Association (ERA). Компанія займається складанням хіт-парадів з 1 липня 1997 року. Раніше цим займалося кілька компаній, включаючи Gallup.
Крім загального чарту синглів і альбомів, компанія публікує більш вузькоспрямовані чарти, такі як UK Dance Chart, UK Indie Chart, UK R&B Chart, UK Rock Chart і Asian Download Chart, а також Scottish Singles and Albums Charts, Welsh Singles, Welsh Albums, UK Budget Albums.
5 вересня 2008 року компанія провела ребрендинг та змінила назву з Official UK Charts Company на The Official Charts Company, а також стала використовувати новий логотип.